# Hitotsuyanagi (Klan)

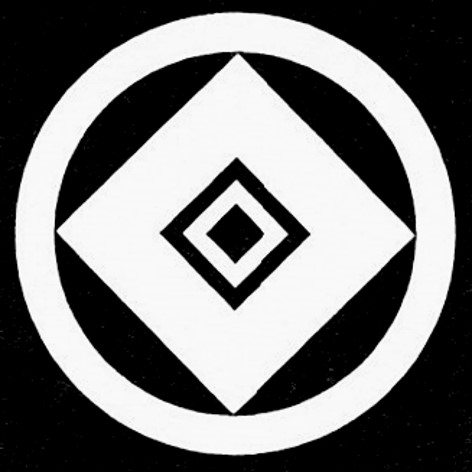
Wappen der Hitotsuyanagi
(Nagel-Auszieher)

Die Hitotsuyanagi (japanisch 一柳氏, Hitotsuyanagi-shi) waren eine Familie des japanischen Schwertadels (Buke), die aus der Provinz Mino stammte. Sie leitete sich von Kōno Michinao (河野 道直; † 1587) ab.

## Genealogie
- Naomori (直盛; 1564–1636) erhielt 1590 von Toyotomi Hideyoshi für seine Verdienste bei der Belagerung von Odawara die Burg Kuroda in der Provinz Owari mit einem Einkommen von 30.000 Koku, was 1592 um 4566 Koku aufgestockt wurde. Nach der Schlacht von Sekigahara erhielt er 1601 die Burg Kambe in der Provinz Ise mit weiteren 15.000 Koku. Kurz vor seinem Tod wurde er nach Saijō (Provinz Iyo) versetzt, in der er sich zwar nur mit einem Festen Haus (jin’ya) begnügen musste, jedoch abermals zusätzliche 18.000 Koku erhielt, so dass er ein Gesamteinkommen 68.000 Koku hatte.[2] Seine Söhne waren:
  - Naoshige (直重; 1598–1645) erbte Saijō mit 30.000 Koku.[3]
    - Naooki (直興; 1624–1702) übernahm nach dem Tod seines Vaters Saijō mit 25.000 Koku, was ihm jedoch wegen Pflichtvernachlässigung 1665 entzogen wurde.[4]

  - Naoie (直家; 1599–1642) erhielt Ono in der Provinz Harima, ebenfalls in einem Festen Haus, mit einem Einkommen von 28.600 Koku,[5] was unter seinem Sohn Naotsugu (直次; 1623–1659) auf 10.000 Koku reduziert wurde.[6] Seine Nachkommen residierten hier und waren nach 1868 Vizegraf.
  - Naoyori (直頼; 1602–1645), der dritte Sohn, erhielt 1644 ein Festes Haus in Shinyashiki (新屋敷村, -mura) in der Provinz Iyo, das in Komatsu[A 1] umbenannt wurde, mit 10.000 Koku. Nach 1868 Vizegraf.